# Flamman (biograf, Stockholm)

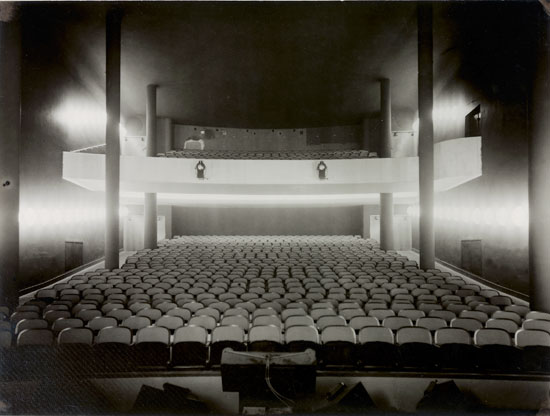
Flammans salong på 1930-talet.

Flamman var en biograf på Hornstull i hörnet vid Hornsgatan 145 och Långholmsgatan 38 på Södermalm i Stockholm. Flamman var den första biografen i Stockholm i internationell stil, och räknas som ett genombrottsverk inom svensk modernism. Biografen gestaltades av arkitekten Uno Åhrén. Den invigdes i februari 1930 och stängde i januari 1963.

## Historia
På 1930-talet gjorde modernismen sitt intåg i Sverige. Genombrottet var Stockholmsutställningen 1930 med Gunnar Asplund som utställningsarkitekt. Redan ett halvt år innan Stockholmsutställningen öppnade biografen Flamman sina portar på Södermalm. Byggnaden uppfördes av storbyggmästaren Olle Engkvist efter ritningar av Uno Åhrén och på uppdrag av fastighetsägaren Anna Johansson-Visborg. Åhrén gav biografen en ren och stram interiör, avskalat från allt som utmärkte tidigare biografer. Biografentrén var förlagd till byggnadens hörn med bra skyltläge mot Hornstull. Entrén utmärkte sig genom en enkel, rundad baldakin som bars upp av en enda kolonn, klädd i rostfritt stålplåt. På baldakinens undersida gnistrade ett stort antal lampor. Flammans namn stod skriven i sakliga neonbokstäver i samma storlek som den aktuella filmen. Från entréhallen ledde fyra trappor ner till salongen och två upp till den övre hallen. Ridån var Kaisa Melantons första verk i offentlig miljö och utfördes 1953 i applikationsteknik och föreställde eldslågor.
Den nya biografen drevs av Svensk Filmindustri (SF) och väckte stor uppmärksamhet vid invigningen. Flamman var en av Stockholms största biografer med 945 platser. Redan från början hade tekniken anpassats till visning av ljudfilm vilket gjorde den till Stockholms första biograf som inte först öppnat som stumfilmsbiograf. Men än dominerade stumfilm och biografen ackompanjerade sina visningar med ett 14-mannaorkester som satt framför scenen i ett orkesterdike.
År 1953 byggdes Flamman om för visning av vidfilm och tio år senare, i januari 1963, upphörde biografverksamheten. Lokalen togs över av Putte Wickman som lät bygga om stället till nöjes- och danslokalen Putte. Senare blev där restaurang och diskotek under olika namn. Idag (2020) har Friskis & Svettis en filial i lokalen. Baldakinen finns kvar liksom entréhallen.

## Flamman då och nu

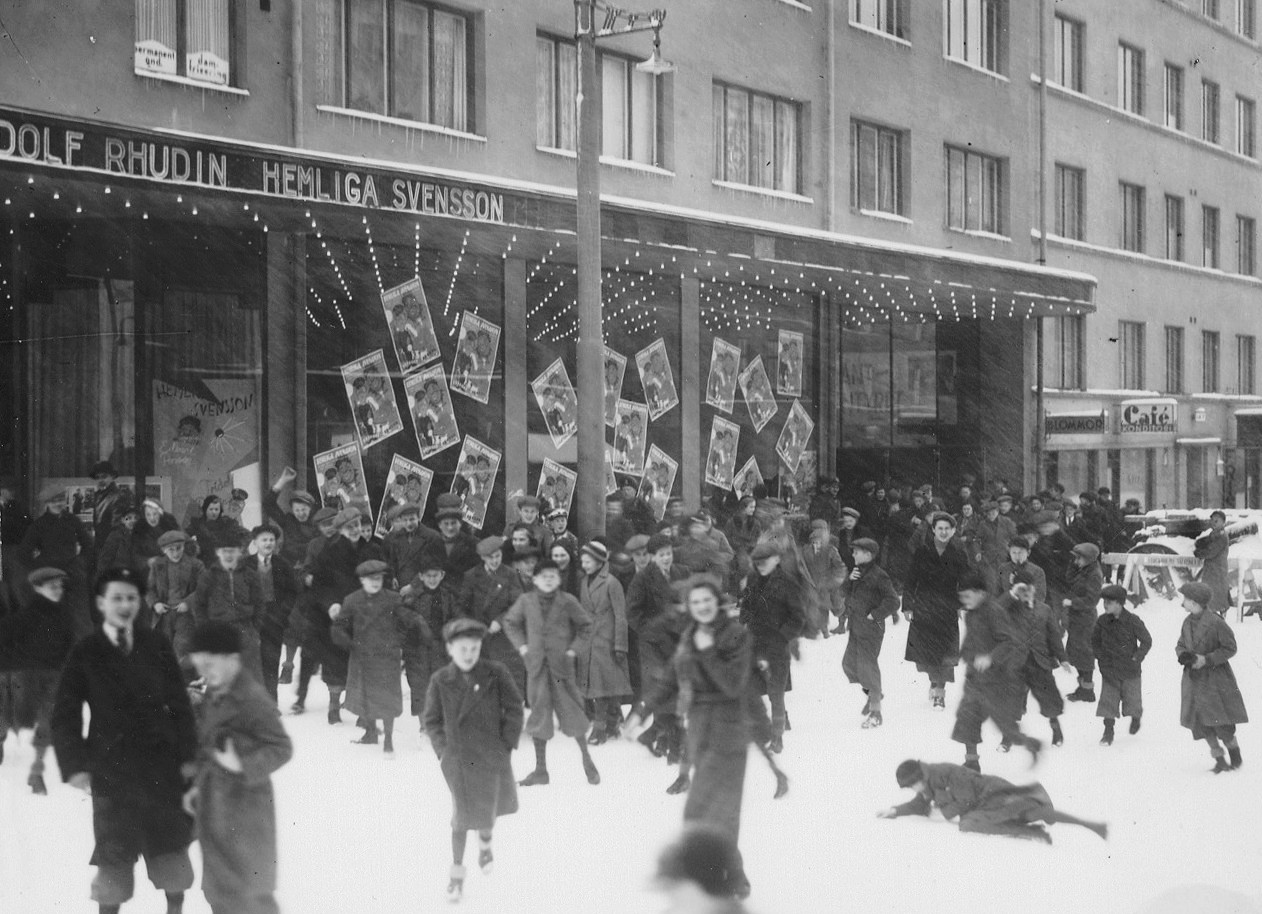
Man ger Hemliga Svensson, 1934
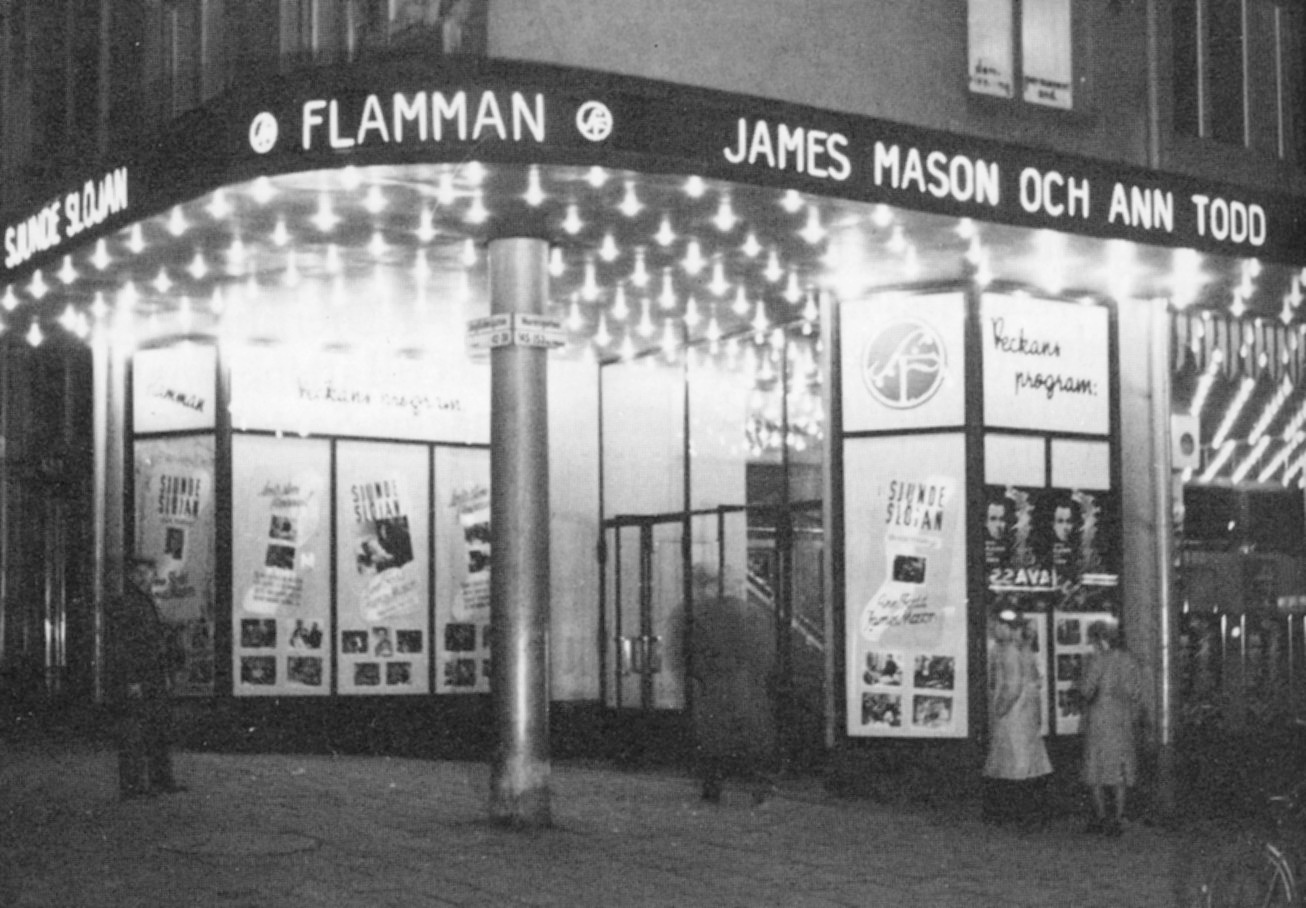
Entrén 1946
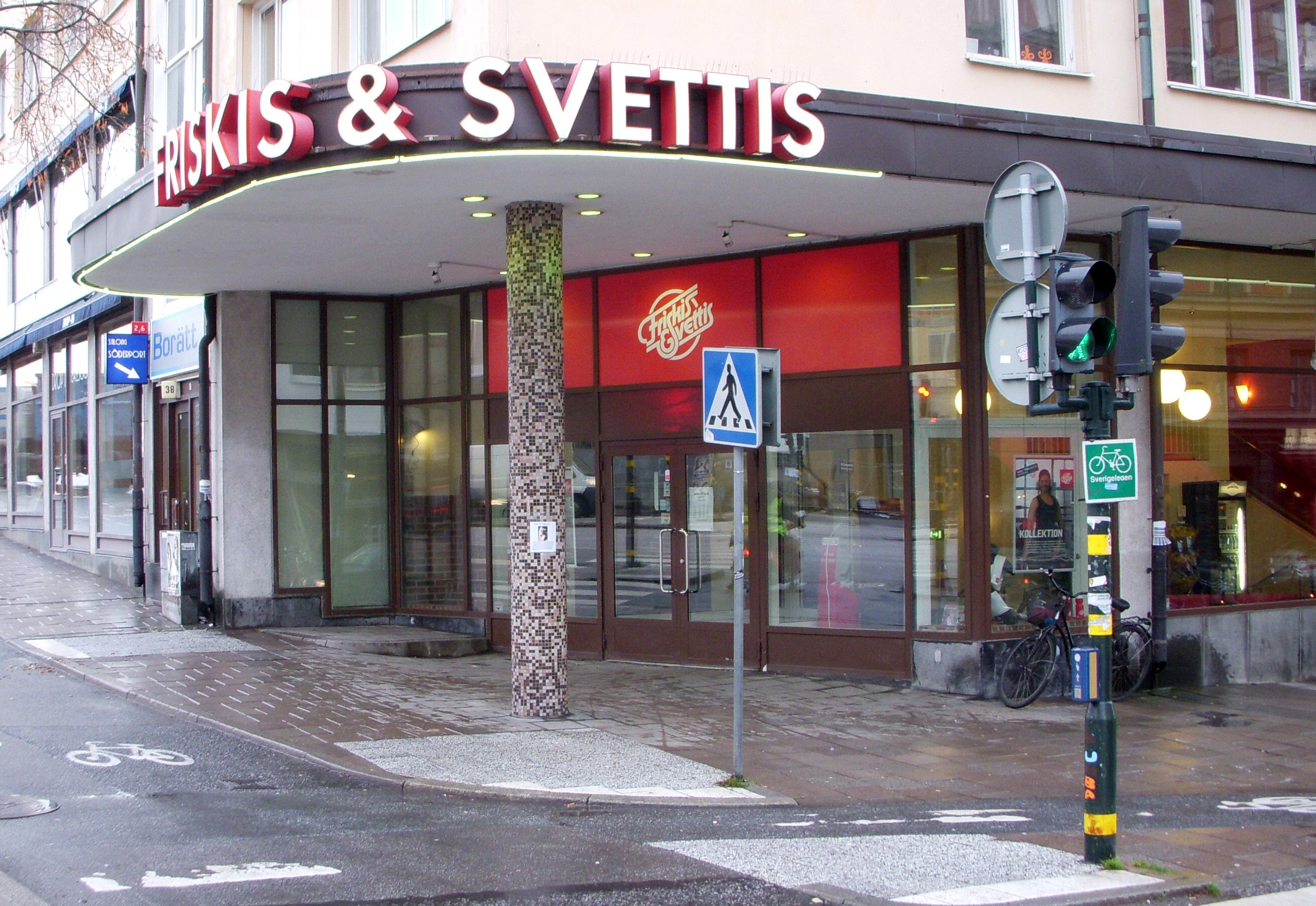
Entrén i november 2009
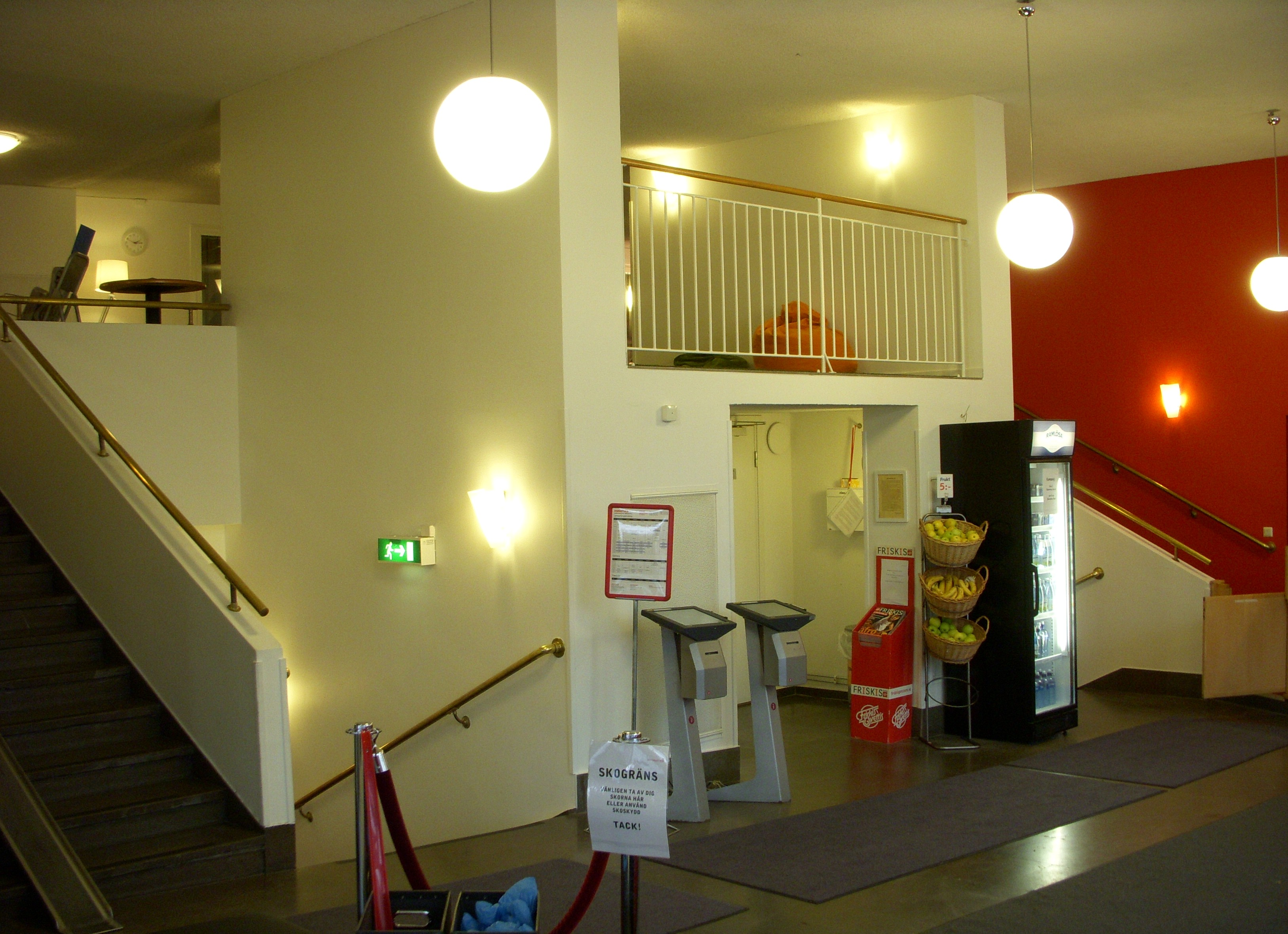
Entréhallen i november 2009